# Sigmoria triangulata
Sigmoria triangulata är en mångfotingart som beskrevs av Shelley 1981. Sigmoria triangulata ingår i släktet Sigmoria och familjen Xystodesmidae. Inga underarter finns listade i Catalogue of Life.